# 邓玉娇事件
邓玉娇事件，亦称“邓玉娇杀人案”、“邓玉娇刺官案”、“邓玉娇杀淫官案”等，是2009年5月10日晚发生于中國湖北省恩施州巴东县野三关镇的一起宾馆女服务员出于正当防卫目的意外刺死、刺伤镇人民政府人员的刑事案件。此案发生后迅速名震全國，争议甚广，邓玉娇也被许多民众称赞为“当代烈女”。同類案件有清代山東萊州府的陶文鳳案。

## 涉案人员
- 邓玉娇，女，（1987年7月11日－），湖北省恩施州巴东县野三关镇木龙垭村人，野三关镇“雄风”宾馆服务员。[1]
- 邓贵大，男，本案死者，（1965年－2009年），湖北省恩施州巴东县野三关镇人民政府项目招商协调领导小组办公室主任。
- 黄德智，男，湖北省恩施州巴东县野三关镇农业服务中心职工。
- 邓中佳，男，湖北省恩施州巴东县野三关镇财经所转制分流人员。
- 其他人员，福成矿业公司矿长周程及三名矿上人员，以及郑建武（镇人大主任、主管招商工作的副书记）。

## 事发经过简介
2009年5月10日下午6点左右，湖北省巴东县野三关镇的人民政府人員邓贵大、黄德智、邓中佳等人到雄风宾馆休闲中心梦幻城消费，其间三位官员要求服务员邓玉娇提供“特殊服务”，但遭邓玉娇拒绝，三位官员恼羞成怒之下便试图强奸邓；起初邓玉娇力求和平妥协，希望双方各让一步，但对方作风恶霸无耻纠缠，其后邓玉娇在幾人衝突中，出于正当防卫目的慌亂場地抓起水果刀，刺伤邓贵大和黄德智，随后主动将对方送医急救，拨打110自首。而邓贵大則抢救无效死亡。其中过程，争议頗多。當晚，鄧玉嬌被羈押在野三關派出所。

## 侦查阶段

### 公安机关

#### 侦查经过
5月11日，邓玉娇因涉嫌故意杀人被巴东县公安局刑事拘留。侦查中，侦技人员发现邓玉娇随身携带的包内有治疗失眠症的药物，并决定将邓送往湖北恩施优抚医院检查鉴定。
5月12日，巴东公安局将邓玉娇送进了湖北恩施优抚医院，优抚医院对其采取了“约束性保护”措施：其手腕、踝、膝等部位被约束固定，活动能力及范围受到限制。基于未收到委托鉴定书，院方并未对其进行精神鉴定。在院期间，邓玉娇在病床上呼喊“爸爸，爸爸，他们打我”。
5月12日，巴东警方首次通报案情：“5月10日晚，野三关镇招商项目协调办3名干部陪同客人在镇上一娱乐场所消费时，与一名服务员发生争端，争执中该服务员用水果刀刺破一名干部的颈部动脉血管及胸部，致其不治身亡，另一干部臂部受伤。”
5月13日，巴东警方再次通报案情：“5月10日晚7时30分左右，邓贵大和同事邓某与黄德智一起吃晚饭并饮酒后，前往该镇雄风宾馆梦幻城休闲。黄德智进门后，发现梦幻城员工邓玉娇正在休息室洗衣服，便询问她是否可为其提供特殊服务。邓玉娇说，不提供特殊服务。黄德智听后很气愤，质问邓玉娇这是服务场所，你不是“服务”的，在这里做什么？双方遂发生争执。争执中，邓玉娇欲起身离开，此时，跟在身后的邓贵大说：“怕我们没有钱吗？”便随手从衣袋里抽出一沓钱在邓玉娇面前显摆。邓玉娇拒不理睬，欲再次起身离开时，被邓贵大按在休息室沙发上。邓玉娇欲起身，却被再次按倒在沙发上，她拿出一把水果刀向邓贵大连刺三刀，黄德智见状欲上前阻拦，右手臂被刺中一刀。随后，邓贵大不治身亡。”
5月14日，《京华时报》报道，警方安排了医生对邓玉娇进行身体检查，但并未指出检查的具体时间。该报道称“检查结果显示，邓玉娇的血细胞偏低，患抑郁症的可能性较大。”但有网友对这种说法的科学性表示质疑，认为血细胞偏低与抑郁症没有关系。
5月18日，巴东县公安局第三次通报案情：“2009年5月10日20时许，邓贵大、黄德智酒后陪他人到野三关镇“雄风”宾馆休闲中心“梦幻城”消费。黄德智进入水疗区一包房，黄误认为邓玉娇是水疗区服务员，遂要求邓提供异性洗浴服务，邓以自己不是水疗区服务员为由拒绝，双方为此发生口角，邓走出包房进入隔壁服务员休息室。黄认为邓态度不好，尾随其进入休息室并继续与之争吵。此时邓贵大闻声进入该房，亦与邓玉娇争吵。邓贵大称自己有钱，来消费就应得到服务，同时拿出一叠钱炫耀并朝邓玉娇头、肩部搧击。邓玉娇称有钱她也不提供洗浴服务。争吵中，休息室内另两名服务员上前劝解，邓玉娇即欲离开休息室，邓贵大将其拦住并推坐在沙发上，邓玉娇又欲起身离开，邓贵大再次将邓玉娇推坐在沙发上，邓玉娇遂拿出一把水果刀起身向邓贵大刺击。致邓贵大左颈、左小臂、右胸、右肩受伤。黄德智见状上前阻拦，邓玉娇又刺伤黄右大臂。邓贵大因伤势严重，经抢救无效死亡。”
5月20日下午，邓玉娇办理出院手续，被送回巴东县看守所。
5月20日，巴东县政法委书记、县公安局局长杨立勇接受采访，表示“从整个情节看，确实是一件很普通的命案。这件事公众、媒体角度要把它定位为一个悲剧，对死者、生者家人来说，也是悲剧。”“她为什么喊爸爸，只有她自己知道，但我向你们保证，公安机关没有打她。”

#### 初步鉴定结论
公安机关最初认为她涉嫌故意杀人，最直接的依据是：
1. 造成了邓贵大的死亡结果；
2. 邓贵大身中两处致命伤，并且这个过程当中，黄德智上去阻拦还中了一刀。

该案件中的黄德智、邓贵大要求的交易未发生，只能定为“异性洗浴”。其他的证据尚在鉴别中，现在并不宜做出判定。“基本确认，前期争执过程中，邓玉娇处在一个相对被动过程。”对邓贵大行为的定性，警方表示，“黄德智与邓玉娇发生争吵，邓贵大过去，跟他的同伴共同表达一种不满吧。”当记者问到邓玉娇感到了可能遭遇到的威胁，所以拔刀自卫的情况，警方指出，“这里有个假想防卫问题，假想防卫是不会发生这种侵害，而是想象的”。

#### 侦查终结
湖北省恩施州公安机关侦办的“邓玉娇案”已终结，并于2009年5月31日依法向检察机关移送审查起诉。
- 防卫过当。公安机关经过侦查，认定邓玉娇在遭受到黄德智、邓贵大强迫要求“陪其洗浴”[17]，被拒绝后遭受不法侵害，遂持刀将邓贵大刺死、黄德智刺伤，属于防卫过当。[18]
- 自首情节。案发后，邓玉娇用自己的手机报警，主动向公安机关投案，如实供述自己的行为，具有自首情节。[18]
- 强制措施。根据律师申请并考虑到邓玉娇的身体状况，公安机关对其变更了强制措施，实施监视居住。[18]

### 辩护方

#### 辩护人介入
5月14日中午，网友“超級低俗屠夫”吳淦在凱迪“貓眼看人”論壇上發帖，認為此案是鄧玉嬌在面對幾個男人對她的強姦威脅時，做出的正當防衛。並“建議大家一起用行動來幫助這個用修腳刀捍衛尊嚴的姐妹！”
5月15日，网友吳淦出發來到巴東。16日，其会見鄧玉嬌的爺爺及父母，隨後説服他們讓律師介入。17日，在與另一位叫陳萬的網友在恩施州會合後，吳淦與鄧玉嬌父母一起前往優撫醫院，與院方進行溝通後，探望鄧玉嬌。
5月18日，网友吳淦在獲得鄧玉嬌家人委託後，聯繫了北京律師，最後通過北京公盟諮詢有限責任公司聯繫到了北京華一律師事務所律師夏霖、夏楠，免費幫助鄧玉嬌。当晚，兩位律師抵達巴東，19日下午4時，他們已經把會見鄧玉嬌的法律手續提交給公安部門。
5月21日16時左右，鄧玉嬌的母親張樹梅在警方陪同下回到家中“取拿物品”。代理律师夏霖、夏楠打电话给邓母，告其切勿动邓玉娇的衣物。17时30分，两位代理律师夏霖、夏楠与邓玉娇结束会谈，走出看守所后，大呼“丧尽天良、灭绝人性”，并声称“该案很可能出现重大取证失误。邓玉娇案发当天的内衣内裤至今没被警方提取，而是被邓玉娇母亲张树梅带回家中。邓玉娇明确说出了自己受到性侵犯。”当晚，放置了11天的鄧玉嬌衣物突然被張樹梅全部清洗。
5月22日上午，警方封存了鄧玉嬌的內衣內褲，但鄧玉嬌的代理律師夏霖表示：“已經沒有意義了，根本沒辦法提取指紋和其他重要証據了。”
5月22日下午，巴东县政府新闻发言人通报了“邓玉娇案”侦办的最新情况。通告中称：“公安机关以雄风宾馆休闲中心梦幻城涉嫌色情服务，于22日对雄风宾馆经理贺德红进行了依法传唤。经警方找邓玉娇、有关证人进一步调查和现场勘察，证实不存在邓玉娇被强奸的事实。邓玉娇及其母亲和其他亲属对受委托律师不顾事实向外散布“邓玉娇被强奸”一事感到非常愤慨。随后，邓玉娇母亲张树梅已声明与受委托律师解除委托关系。另外，公众关注的“邓玉娇案”中“第三人”系巴东县野三关镇财经所转制分流人员邓中佳，公安机关认定其没有违法行为。

5月25日晚，两夏律师声称其委托关系仍然有效，并停留在巴东，在媒体见证下，代表当事人邓玉娇向巴东公安局，提交针对黄德智的控告书。控告书中称

5月10日晚饭之后，KTV服务员邓玉娇在雄风宾馆一楼水疗区五号房洗衣。邓玉娇说：“水疗区就是女性给男人卖淫的地方”。洗衣时，一个“高个子戴眼镜的男的”（即黄德智）进入房间，将门锁上，称其要洗澡。邓玉娇不从，向外走，欲开门离开，黄德智一把将邓玉娇拉倒在门口床上，裤子被黄德智一拉即下，黄德智又脱其内裤，并以手摸其下体。邓玉娇用脚踢黄德智，黄被邓玉娇踢下床去。邓玉娇将锁打开后跑进休息室。黄德智与邓贵大先后尾随入内。邓贵大指着邓玉娇骂：“你不就是要钱吗？信不信我今天用钱砸死你！”遂拿出一叠人民币，向邓玉娇脸部搧击。每搧一下，邓玉娇便退一步，一直退至身后沙发处。邓玉娇多次欲离开，被拖回。邓玉娇就从包中拿出水果刀，双手背在身后。邓贵大推邓玉娇胸前，将其推倒在沙发上。黄邓二人扑上来，邓玉娇就拿刀向前乱刺。邓玉娇遂打110报警。

#### 辩护人更换
5月23日早上8时，网上已经挂出“邓玉娇母亲张树梅声明与律师解除委托关系”的消息。在多家媒体的电话采访中，张树梅均否认与律师解除委托合约。张树梅说：“这个消息是假的，我还在考虑当中。”同日下午5时30分，有媒体记者致电张树梅时，她表示“解除委托确有此事，原因有3个：一、律师擅自发布邓玉娇的隐私；二、不是以案办案；三、不是站在委托人方办案。”随后，电话一直关机。
5月24日，巴东县“邓玉娇案”新闻信息发布中心发布通告称：据巴东县公安局证实，邓玉娇的母亲张树梅在解除原聘夏霖律师后，另聘湖北立丰律师事务所汪少鹏律师和湖北诚业律师事务所刘钢律师共同担任“邓玉娇案”在侦查阶段的代理律师。
5月28日，新辩护律师与邓玉娇会面。

### 其他大事记
5月28日上午11點左右，《新京報》女記者孔璞和《南方人物周刊》記者衛毅正在巴東縣野三關鎮採訪鄧玉嬌的外婆。被當地不明身份的人圍攻毆打，並被強制寫下“未經當地批准不得擅自到此採訪”的書面材料，採訪獲得的錄音及照片也被強行刪除。
5月28日開始，当地人民政府便以「防雷擊」為由，截斷巴東县野三關鎮全鎮的電視廣播，寬頻上網亦被中斷。并且中斷連接宜昌至巴東的長江航運，所有長江船隻不能停靠巴東港。巴東县廣佈便衣公安，嚴查車站、碼頭等有外地人進出點，並以「打擊違法犯罪，整頓治安環境」為由，把县內的外地人全部送到特定賓館監視。

## 检察机关审检阶段
6月5日，巴东县人民检察院已经将邓玉娇起诉至巴东县人民法院，检方起诉的罪名是故意伤害罪。检方同时也认为邓玉娇具有防卫过当、自首、死伤者有过错在先等减轻或免除处罚的情节。
6月14日，邓玉娇的精神病鉴定结果确定，邓玉娇患有“双相心境障碍”，具有部分刑事责任能力。

## 法院审理裁决阶段
6月16日，湖北省巴东县人民法院一审公开开庭审理了“邓玉娇案”，并作出对邓玉娇免予刑事处罚的判决。

巴东县人民法院认为，邓玉娇在遭受邓贵大、黄德智无理纠缠、拉扯推搡、言词侮辱等不法侵害的情况下，实施的反击行为具有防卫性质，但超过了必要限度，属于防卫过当。被告人邓玉娇故意伤害致人死亡，其行为已构成故意伤害罪。案发后，邓玉娇主动向公安机关投案，如实供述罪行，构成自首。经法医鉴定，邓玉娇为心境障碍（双相），属部分（限定）刑事责任能力。据此，依法判决对邓玉娇免予刑事处罚。

判决书中所称“部分（限定）刑事責任能力”理由是早前对邓玉娇的精神病鉴定结果中，对邓玉娇的精神病状态判定为“双相心境障碍”。
邓玉娇在巴东县人民法院送达的判决书上签字，表示服从判决。
《中华人民共和国刑法》（1979年7月1日第五届全国人民代表大会第二次会议通过，1997年3月14日第八届全国人民代表大会第五次会议修订，1999年12月25日第九届全国人民代表大会常务委员会第十三次会议通过修正案，2001年8月31日第九届全国人民代表大会常务委员会第二十三次会议通过修正案，2001年12月29日中华人民共和国第九届全国人民代表大会常务委员会第二十五次会议通过修正案，2002年12月28日第九届全国人民代表大会常务委员会第三十一次会议通过修正案，2005年2月28日第十届全国人民代表大会常务委员会第十四次会议通过修正案，2006年6月29日第十届全国人民代表大会常务委员会第二十二次会议通过修正案）
| 法条                  | 内容 | 备注               |
| --------------------- | --- | ------------------ |
| 第十四条              | 明知自己的行为会发生危害社会的结果，并且希望或者放任这种结果发生，因而构成犯罪的，是故意犯罪。                                                                   | 故意犯罪           |
| 第十八条 第三款       | 尚未完全丧失辨认或者控制自己行为能力的精神病人犯罪的，应当负刑事责任，但是可以从轻或者减轻处罚。                                                                 | 精神病人的刑事责任 |
| 第二十条 第一款       | 为了使国家、公共利益、本人或者他人的人身、财产和其他权利免受正在进行的不法侵害，而采取的制止不法侵害的行为，对不法侵害人造成损害的，属于正当防卫，不负刑事责任。 | 正当防卫           |
| 第二十条 第二款       | 正当防卫明显超过必要限度造成重大损害的，应当负刑事责任，但是应当减轻或者免除处罚。                                                                               | 防卫过当           |
| 第六十七条            | 犯罪以后自动投案，如实供述自己的罪行的，是自首。对于自首的犯罪分子，可以从轻或者减轻处罚。其中，犯罪较轻的，可以免除处罚。                                       | 自首               |
| 第二百三十四条 第一款 | 故意伤害他人身体的，处三年以下有期徒刑、拘役或者管制。 | 故意伤害罪         |

《中华人民共和国刑事诉讼法》（1979年7月1日第五届全国人民代表大会第二次会议通过，根据1996年3月17日第八届全国人民代表大会第四次会议《关于修改〈中华人民共和国刑事诉讼法〉的决定》修正。 ）
| 法条              | 内容 | 备注             |
| ----------------- | --- | ---------------- |
| 第三十五条        | 辩护人的责任是根据事实和法律，提出证明犯罪嫌疑人、被告人无罪、罪轻或者减轻、免除其刑事责任的材料和意见，维护犯罪嫌疑人、被告人的合法权益。                                                                               | 辩护人责任       |
| 第三十九条        | 在审判过程中，被告人可以拒绝辩护人继续为他辩护，也可以另行委托辩护人辩护。 | 辩护人更换       |
| 第五十条          | 人民法院、人民检察院和公安机关根据案件情况，对犯罪嫌疑人、被告人可以拘传、取保候审或者监视居住。 | 监视居住         |
| 第九十六条 第一款 | 犯罪嫌疑人在被侦查机关第一次讯问后或者采取强制措施之日起，可以聘请律师为其提供法律咨询、代理申诉、控告。犯罪嫌疑人被逮捕的，聘请的律师可以为其申请取保候审。涉及国家秘密的案件，犯罪嫌疑人聘请律师，应当经侦查机关批准。 | 犯罪嫌疑人的权利 |
| 第一百四十一条    | 人民检察院认为犯罪嫌疑人的犯罪事实已经查清，证据确实、充分，依法应当追究刑事责任的，应当作出起诉决定，按照审判管辖的规定，向人民法院提起公诉。                                                                           | 公诉             |
| 第一百五十条      | 人民法院对提起公诉的案件进行审查后，对于起诉书中有明确的指控犯罪事实并且附有证据目录、证人名单和主要证据复印件或者照片的，应当决定开庭审判。                                                                             | 法院受理         |
| 第二百零九条      | 第一审人民法院判决被告人无罪、免除刑事处罚的，如果被告人在押，在宣判后应当立即释放。 | 判决             |

## 评论及影响
- 此事件发生后，在全国引起巨大反响。有网民成立关注网站，[34]有媒体质疑该案存在不公的可能性[35][36]。
- 2009年5月22日，全国妇联在其网站首页上发表《全国妇联高度重视邓玉娇事件并将密切关注事件进展》的文章[37][38]

全国妇联权益部负责人日前表示，“代表和维护妇女权益”是妇联组织的基本职能，我们通过法律帮助中心、12338妇女维权热线等多种形式，面向广大妇女提供维权服务。

近日来，全国妇联高度重视湖北省巴东县发生的邓玉娇事件，据我们了解，当地党委政府和司法部门对此事件高度重视，并采取了有力的措施，我们相信有关部门会依法公正处理，也将密切关注事件的进展。

- 有網民發表聲明到巴東聲援鄧玉嬌[39].
- 中共巴东县纪委、县监察局于事后对黄德智做出“开除共产党党籍”处分，并撤销职务[40]。同时撤销邓中佳职务，解除岗位合同[40]。
- 雄风宾馆的老板赵雄在邓玉娇事件期间亦被刑拘，后来患病取保候审。
- 恩施州公安局、监察局、文体局、工商局联合发出通知，要求对全州娱乐场所进行专项清理整顿，加强管理，坚决打击娱乐场所的各类违法犯罪活动，严肃查处违纪违法公职人员。 [41]
- 有专家认为，邓玉娇免除处罚是民意战胜理性[42]。另外有专家认为，该案并不是整个社会法治化和公平正义的实现，而只是起步[43]。
- 一审判决免于处罚结果出来后，在新华网做的一项调查中，有九成网友支持法院判决。[44][45]

## 相关文学和艺术创作
邓玉娇刺官案引发了大量的文学创作，包括各种歌颂、声援、同情邓玉娇的评论、诗词、歌赋、讽刺顺口溜、明清体小说、山东快板书等。 

### 行为艺术
- 2009年5月24日，一名女青年在北京西客站展示行為藝術：渾身被白布層層纏裹，極力掙扎卻無力掙脫。旁邊是幾個大字“誰都可能成為鄧玉嬌”。 [47]
- 2009年5月29日下午，武汉女青年在广埠屯电脑资讯广场，表演以“谁是下一个邓玉娇”为主题的行为艺术。剧组成员们举起“谁是下一个邓玉娇”的主题语，一女青年面戴有红色十字X的口罩，身体用白色纱布紧紧包裹。代表着失去了话语权与自卫能力的民间弱势女性。[48]

### 相关影视
贾樟柯2013年执导的电影《天注定》，赵涛饰演的小玉，原型则为邓玉娇。